# Ough
Ough — буквосполучення, тетраграф, який використовується в англійській орфографії та відомий своєю непередбачуваною вимовою. Існує принаймні вісім варіантів його вимови в північноамериканській англійській мові та дев'ять — у британській англійській мові. Чітких правил вибору вимови немає.

## Історія
У середньоанглійській мові ough зазвичай вимовлявся із заднім округленим голосним і велярним фрикативом — наприклад, [oːx], [oːɣ], [uːx] або [uːɣ]).

## Найпоширеніші варіанти вимови
- [oʊ] як у слові though (toe).
- [uː] як у слові through (true).
- [ʌf] як у слові rough (ruffian).
- [ɒf] або [ɔːf] як у слові cough (coffin).
- [ɔː] як у слові thought (taut).
- [aʊ] як у слові bough (cow)

## Список варіантів вимов
| Вимова     | Приклади                                                                      | Примітка |
| ---------- | ----------------------------------------------------------------------------- | --- |
| [ʌf]       | brough, chough, enough, Hough, rough, slough (див. нижче), sough, tough       | Вимовляється як puff, stuff. Sough також вимовляється [saʊ]. |
| [ɒf]       | cough, gough, trough                                                          | Вимовляється як off, scoff. Деякі носії американської англійської мови вимовляють Trough як [trɔːθ] (troth), а baker's trough також вимовляють як [troʊ].                                                        |
| [aʊ]       | bough, doughty, drought, plough, slough (див. нижче), sough                   | Вимовляється як cow, how. Sough також вимовляється [sʌf]. |
| [oʊ]       | although, dough, furlough, though                                             | Вимовляється як no, toe. |
| [ɔː]       | bought, brought, dreadnought, fought, nought, ought, sought, thought, wrought | Вимовляється як caught, taught. Зазвичай використовується в такий спосіб перед [t] (винятки — drought [draʊt] і doughty [ˈdaʊti]. У діалектах, які демонструють злиття cot-caught, вимовляється як [ɒ] або [ɑː]. |
| [uː]       | brougham, slough (див. нижче), through                                        | Вимовляється як true, woo. |
| [ə]        | borough, Poughkeepsie, thorough, Willoughby                                   | В американській англійській мові вимовляється як [oʊ] — отже, римується з burrow і furrow. Винятки — коли скорочується наступним складом у багатьох діалектах, як-от у Poughkeepsie, thoroughly або Willoughby.  |
| [ʌp], [əp] | hiccough                                                                      | Варіант написання більш поширеного hiccup. |
| [əf]       | Greenough                                                                     | Якщо це назва річки в Західній Австралії, вимовляється [ˈɡrɛnəf], якщо прізвище — зазвичай вимовляється [ˈɡriːnoʊ], як although і dough.                                                                         |
| [ɒk]       | Clough, hough, lough, turlough                                                | Вимовляється як cock, lock. Починаючи з XX ст., hough частіше вимовляють як hock. Lough (ірландський когнат шотландського loch) і turlough також вимовляються [lɒx].                                             |
| [ɒx]       | lough, turlough                                                               | Вимовляється як шотландське loch. Lough і turlough також вимовляються [lɒk] . |

Slough вимовляють трьома способами залежно від значення:
- [slʌf] — іменник, що означає шкуру, яку скидає тварина, і дієслово, похідне від нього.
- [slaʊ] — іменник, що означає брудну місцевість, і дієслово, похідне від нього. Також для іменника, що означає стан депресії.
- [sluː] — альтернативна американська вимова іменника, що означає брудну територію, та дієслово, похідне від нього[3].

Назва міста Слау (Slough) в долині Темзи в Англії вимовляється [slaʊ].

## Приклади вимови
Приклад речення з використанням усіх дев'яти вимов, які зазвичай зустрічаються в сучасному вживанні (за винятком hough, оскільки зараз такий правопис рідковживаний):
The wind was rough along the lough as the ploughman fought through the snow, and though he hiccoughed and coughed, his work was thorough.
Інший, трохи коротший приклад:
The rough, dough-faced ploughman fought through the borough to the lough, hiccoughing and coughing.
Інші варіанти вимови можна знайти у власних іменниках, багато з яких мають не англійське, кельтське походження — ірландське, шотландське або валлійське. Наприклад, у Сполучених Штатах ough може вимовлятися як [ɒk] у прізвищі Coughlin, як [juː] в Ayscough та як [i] в імені Colcolough ([ˈkoʊkli]).
Два буквосполучення ough у назві англійського топоніма Loughborough вимовляються по-різному: [ˈlʌfbərə]. Крім того, у назвах трьох парафій, Мілтон-Кінз — Вотон (Milton Keynes—Woughton) [ˈwʊftən], Лоутон (Loughton) [ˈlaʊtən] і Бротон (Broughton) [ˈbrɔːtən], це буквосполучення теж звучить по-різному.
Tough, though, through і thorough утворюються шляхом послідовного додавання однієї букви, але в британській англійській усі вони звучать по-різному (утім, в американській англійській вимови though і thorough збігаються).
Для ілюстрації цієї дивної непослідовності було написано кілька гумористичних віршів:
- A rough-coated, dough-faced ploughman strode, coughing and hiccoughing, thoughtfully through the streets of Scarborough[7].
- «O-U-G-H» Чарлза Баттелла Луміса (Charles Battell Loomis)[8]
- «Ough, a Phonetic Fantasy» Вільяма Томаса Гуджа (William Thomas Goodge)[9]
- «I take it you already know» Ті. Ес Вотта (T. S. Watt)[10]
- «Enough Is Enough» Розмері Чен (Rosemary Chen)[11]

## Реформи правопису
Через непередбачуваність вимови цього буквосполучення було висунуто чимало пропозицій щодо реформування англійської орфографії з метою наблизити написання слів до їх вимови. Деякі спроби реформування були більш-менш вдалими.
Загалом пропозиції щодо реформування орфографії сприймаються схвальніше у Сполучених Штатах, ніж в інших англомовних регіонах. Однією з проблем є те, що вимова з велярним фрикативом досі зустрічається в деяких частинах північно-східної Шотландії, населення якої, наприклад, вимовляє trough як [trɔːx].
У квітні 1984 року на своїх щорічних зборах Товариство спрощеного правопису ухвалило такі внутрішні правила:
- Скорочувати ough до u, коли воно звучить як [uː]: through → thru.
- Скорочувати ough до o, коли воно звучить як [oʊ]: though → tho (dough → doh).
- Скорочувати ough до ou, коли воно звучить як [aʊ]: bough → bou, drought → drout, plug → plou.
- Замінювати ough на au, коли воно звучить як [ɔː]: bought → baut, ought → aut, thought → thaut.
- Замінювати ough на of, коли це звучить як [ɒf]: cough → cof.
- Замінювати ough на uf, коли воно звучить як [ʌf]: enough → enuf, tough → tuf.